# Christian Frisch
Christian Peter Johannes Ansgar Frisch (født 7. juli 1891 i København, død 7. december 1954 sammesteds) var en dansk landevejscykelrytter, som deltog i de olympiske lege i 1920 i Antwerpen.
Landevejscykling foregik i den periode som enkeltstart, og Christian Frisch blev dansk mester i 1917 og treer ved DM i 1919. I 1916 blev han nummer tre ved de nordiske mesterskaber afholdt i København, og i 1918 vandt han det svenske etapeløb Mälaren Rundt.
Ved OL i 1920 blev han nummer 19 i tiden  5:01:18,8 for de 175 km og som del af det danske hold, der desuden bestod af Ahrensborg Clausen, Arnold Lundgren og Christian Johansen, blev han nummer fire (resultaterne blev opgjort ved at lægge rytternes køretider sammen).